# Ebergassing
Ebergassing ist eine Gemeinde mit 4372 Einwohnern (Stand 1. Jänner 2025) im Bezirk Bruck an der Leitha in Niederösterreich.

## Geografie

Ebergassing um das Jahr 1873 (Aufnahmeblatt der Landesaufnahme)

Die Gemeinde Ebergassing umfasst 16,28 Quadratkilometer und liegt im Industrieviertel am Fluss Fischa im Wiener Becken. Von der Fläche sind 70 Prozent landwirtschaftliche Nutzfläche und 12 Prozent sind bewaldet.

### Gemeindegliederung
Das Gemeindegebiet umfasst zwei Katastralgemeinden bzw. gleichnamigen Ortschaften (Fläche Stand 31. Dezember 2023, Bevölkerung am 1. Jänner 2025):
- Ebergassing (739,66 ha, 3607 Ew.)
- Wienerherberg (887,86 ha, 765 Ew.)

### Eingemeindungen
Nach dem „Anschluss“ Österreichs an das Dritte Reich im Jahre 1938 wurde der Ort als Teil des neu geschaffenen 23. Bezirkes Schwechat nach Groß-Wien eingegliedert. Die Gemeinde wurde 1954 durch die Abtrennung von Wien wieder selbständig. Im Jahr 1975 erfolgte die Zusammenlegung mit der ehemals eigenständigen Gemeinde Wienerherberg.

### Nachbargemeinden
| Himberg        | Rauchenwarth                                | Schwadorf                |
| Velm           | Kompassrose, die auf Nachbargemeinden zeigt | Margarethen am Moos      |
| Gramatneusiedl | Reisenberg (Bezirk Baden)                   | Götzendorf an der Leitha |

## Geschichte
Im Altertum war das Gebiet Teil der Provinz Pannonia. 1120 wird in einer Traiskirchner Urkunde der Ort Ebergozzingen genannt, die Ebergassinger waren die Untertruchsess von Niederösterreich. 1334 gehörte die Burg einem Zweig der Stuchsen von Trautmannsdorf. 1486 gelang es den Ungarn mithilfe von Wiener Söldnern Ebergassing nach einer längeren Belagerung einzunehmen. Um 1540 kaufte Andreas Thonradl die Herrschaft. Der alte Wehrbau wurde zum Renaissance-Wasserschloss umgebaut. Da die Freiherren von Thonradl zu den führenden Protestanten in Niederösterreich zählten, wurde ihr Besitz 1620 eingezogen. 1642 kam der Besitz an die Fürsten von Liechtenstein, die den barocken Ausbau der Burganlage veranlassten. Von 1788 bis 1811 gehörte die Herrschaft den Edlen von Trattner. Franz von Schloissnigg ließ zwischen 1863 und 1865 umfangreiche Renovierungsarbeiten durchführen.
Die Frühansiedlung von Industrie wurde durch die Fischa begünstigt, die durch geringe Wasserstands- und Temperaturschwankungen die besten Bedingungen dafür schaffte. In der Zeit Maria Theresias (Mitte 18. Jahrhundert) wurde ein Stückbohrwerk bzw. Kanonenbohrerei für Artillerie in Ebergassing errichtet. Um 1770 ließ Johann Thomas Trattner eine Mühle in eine Papierfabrik umbauen, die später durch Herstellung von Endlospapier Weltbedeutung erlangte (siehe Vinzenz Sterz). Stolz konnte man auch auf die Herstellung des ersten Banknotenpapiers für die österreichische Nationalbank sein. Die sogenannte Ebergassinger Kolonie war eine der ersten Arbeiterwohnsiedlungen in Ostösterreich. Laut Adressbuch von Österreich waren im Jahr 1938 in der Ortsgemeinde Ebergassing ein Arzt, zwei Bäcker, zwei Branntweinhändler, ein Elektrowarenhändler, drei Fleischer, drei Friseure, fünf Gastwirte, sechs Gemischtwarenhändler, ein Glaser, eine Hebamme, ein Maler, ein Pferdefleischhauer, ein Sattler, drei Schlosser, ein Schneider und zwei Schneiderinnen, vier Schuster, eine Strickerei, zwei Tischler, fünf Versicherungsmakler, ein Viktualienhändler, ein Wagner, ein Zuckerbäcker, ein Zuckerwarenhändler und mehrere Landwirte ansässig. Des Weiteren gab es im Ort eine Elektrizitätsgenossenschaft, ein Kino, einen Konsumverein, die Franzensthaler Papierfabrik der Neusiedler Akt.-Gen. f. Papierfabrikation und die Teppich- und Möbelstoffabriken AG (vormals Philipp Haas & Söhne).
1995 rückte Ebergassing durch den Anschlag von Ebergassing kurzzeitig ins öffentliche Interesse, als Linksextreme dort einen Strommast zu sprengen versuchten und dabei ums Leben kamen.
Von 1954 bis zu dessen Auflösung mit 31. Dezember 2016 war Ebergassing Teil des Bezirks Wien-Umgebung.

### Einwohnerentwicklung
| Ebergassing: Einwohnerzahlen von 1869 bis 2025      | Ebergassing: Einwohnerzahlen von 1869 bis 2025 | Ebergassing: Einwohnerzahlen von 1869 bis 2025 | Ebergassing: Einwohnerzahlen von 1869 bis 2025 | Ebergassing: Einwohnerzahlen von 1869 bis 2025 |
| --------------------------------------------------- | ---------------------------------------------- | ---------------------------------------------- | ---------------------------------------------- | ---------------------------------------------- |
| Jahr                                                |                                                |                                                |                                                | Einwohner                                      |
| 1869                                                | 1869                                           |                                                | 2.228                                          | 2.228                                          |
| 1880                                                | 1880                                           |                                                | 2.826                                          | 2.826                                          |
| 1890                                                | 1890                                           |                                                | 3.068                                          | 3.068                                          |
| 1900                                                | 1900                                           |                                                | 2.826                                          | 2.826                                          |
| 1910                                                | 1910                                           |                                                | 3.171                                          | 3.171                                          |
| 1923                                                | 1923                                           |                                                | 2.612                                          | 2.612                                          |
| 1934                                                | 1934                                           |                                                | 2.282                                          | 2.282                                          |
| 1939                                                | 1939                                           |                                                | 2.342                                          | 2.342                                          |
| 1951                                                | 1951                                           |                                                | 2.194                                          | 2.194                                          |
| 1961                                                | 1961                                           |                                                | 2.195                                          | 2.195                                          |
| 1971                                                | 1971                                           |                                                | 2.549                                          | 2.549                                          |
| 1981                                                | 1981                                           |                                                | 2.746                                          | 2.746                                          |
| 1991                                                | 1991                                           |                                                | 2.880                                          | 2.880                                          |
| 2001                                                | 2001                                           |                                                | 3.449                                          | 3.449                                          |
| 2011                                                | 2011                                           |                                                | 3.880                                          | 3.880                                          |
| 2021                                                | 2021                                           |                                                | 4.017                                          | 4.017                                          |
| 2025                                                | 2025                                           |                                                | 4.372                                          | 4.372                                          |
| Quelle(n): Statistik Austria, Gebietsstand 1.1.2021 |                                                |                                                |                                                |                                                |

## Kultur und Sehenswürdigkeiten
- Siehe auch: Liste der denkmalgeschützten Objekte in Ebergassing

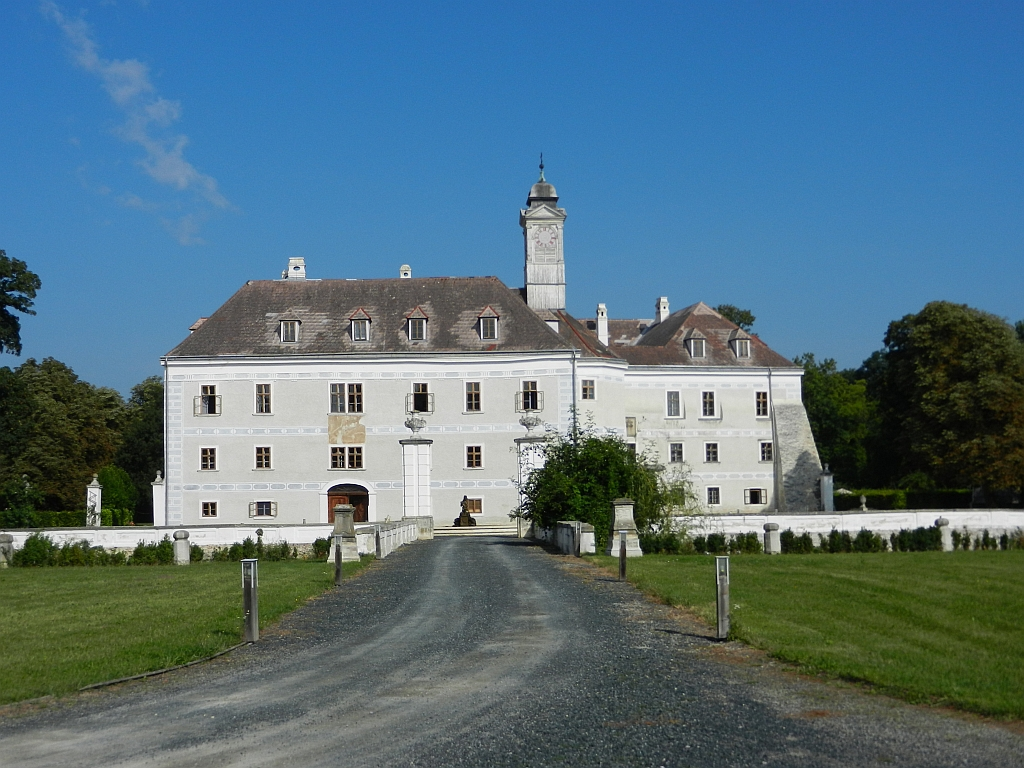
Schloss Ebergassing

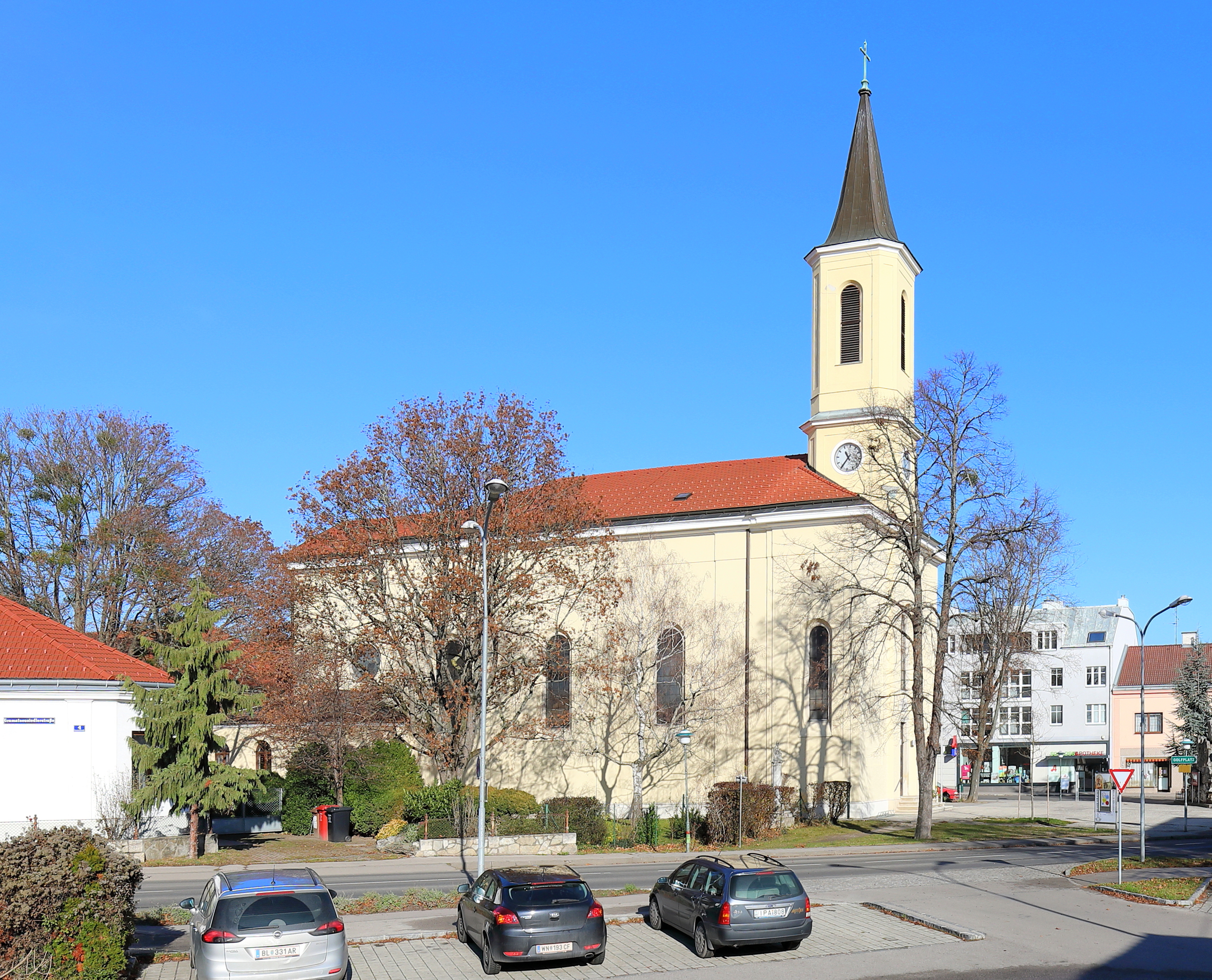
Filialkirche Ebergassing

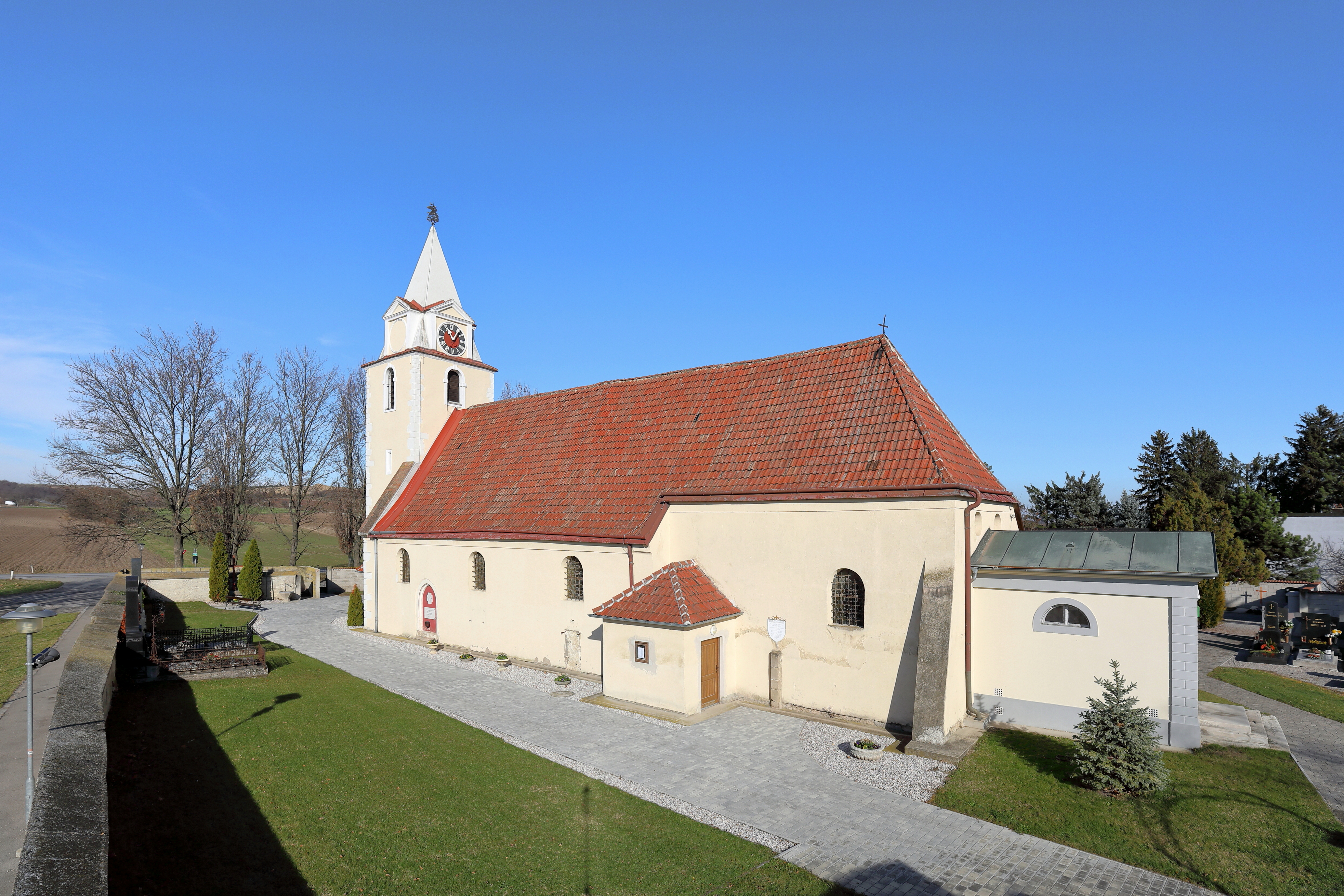
Pfarrkirche Wienerherberg

- Schloss Ebergassing, ehemals mittelalterliche Wasserburg
- Katholische Filialkirche Ebergassing Mariä Himmelfahrt: Die schlichte Saalkirche mit zweigeschoßigem Fassadenturm und einem quadratischen Chorschluss wurde ab 1851 errichtet und am 25. September 1853 geweiht.
- Katholische Pfarrkirche Wienerherberg hl. Georg: Eine gotische Wehrkirche aus dem 14./15. Jahrhundert, die teilweise von einer Bruchsteinmauer umgeben ist. Südöstlich der Kirche, direkt an den Chor angebaut, befindet sich das 1804 errichtete Mausoleum für Johann Thomas von Trattner.

## Wirtschaft und Infrastruktur
Im Jahr 2001 gab es in Ebergassing 95 nichtlandwirtschaftliche Arbeitsstätten, nach der Erhebung 1998 standen dem 38 landwirtschaftliche bzw. forstwirtschaftliche Betriebe gegenüber. Die Zahl der Erwerbstätigen 2001 betrug am Wohnort 1781. Die Erwerbsquote lag bei 52 Prozent (Stand 2001).
Eine der größeren ansässigen Firmen ist ein zum spanischen Automobilzulieferer Grupo Antolin gehörendes Werk, welches Kunststoffteile für zahlreiche Autohersteller liefert.

### Bildung
In der Gemeinde gibt es drei Kindergärten, einer davon in Wienerherberg, eine Volksschule und eine Neue Mittelschule.

## Politik

### Gemeinderat
Der Gemeinderat hat 25 Mitglieder.
- Nach den Gemeinderatswahlen in Niederösterreich 1990 hatte der Gemeinderat folgende Verteilung: 12 SPÖ, 4 ÖVP, 2 FPÖ, und 3 Sonstige.
- Nach den Gemeinderatswahlen in Niederösterreich 1995 hatte der Gemeinderat folgende Verteilung: 12 SPÖ, 4 ÖVP, 2 FPÖ, 2 KLS, und 1 BF.[10]
- Nach den Gemeinderatswahlen in Niederösterreich 2000 hatte der Gemeinderat folgende Verteilung: 12 SPÖ, 5 ÖVP, 3 Bürgerliste, und 1 FPÖ.[11]
- Nach den Gemeinderatswahlen in Niederösterreich 2005 hatte der Gemeinderat folgende Verteilung: 14 SPÖ, 7 ÖVP, und 2 Bürgerliste.[12]
- Nach den Gemeinderatswahlen in Niederösterreich 2010 hatte der Gemeinderat folgende Verteilung: 16 SPÖ, 6 ÖVP, und 1 Bürgerliste.[13]
- Nach den Gemeinderatswahlen in Niederösterreich 2015 hatte der Gemeinderat folgende Verteilung: 14 SPÖ, 4 Die Eber, 4 ÖVP, und 1 FPÖ.[14]
- Nach den Gemeinderatswahlen in Niederösterreich 2020 hatte der Gemeinderat folgende Verteilung: 13 SPÖ, 6 Die Eber und 4 ÖVP.[15]
- Nach den Gemeinderatswahlen in Niederösterreich 2025 hat der Gemeinderat folgende Verteilung: 12 SPÖ, 9 Die Eber, 3 ÖVP und 1 FPÖ.[16]

### Bürgermeister
- 1965–1986 Stefan Steinle (SPÖ)
- 1986–2008 Ernst Wessely (SPÖ)
- seit 2008 Roman Stachelberger (SPÖ)[17]

## Persönlichkeiten

### Söhne und Töchter der Gemeinde
- Mathias Winter (1732–1777), Mühlherr, Marmor-Gedenktafel an der Kanzel in der Kirche von Wienerherberg
- Carl Magnus Winter (1771–1827), Referent in Beethovens Vormundschaftsprozess für dessen Neffen Karl
- Maria Pereira, (1876–1916), Schriftstellerin
- Luise Helletsgruber (1901–1967), Opernsängerin
- Hubert Peterka (1908–1976), Bergsteiger und Autor
- Walter Skocik (* 1940), Fußballteamspieler und -trainer
- Udo Fischer (* 1952), Benediktinerpater